# Paolo Orlandoni
Paolo Orlandoni (Bolzano, 12 agosto 1972) è un allenatore di calcio ed ex calciatore italiano, di ruolo portiere, preparatore dei portieri dell’Inter.

## Biografia
È stato promotore e testimonial di numerose iniziative benefiche in favore dei ragazzi affetti da sindrome di Down, sindrome di cui è affetta la sua secondogenita Emma. Orlandoni in un'intervista ha dichiarato di dedicare parte del suo tempo all'associazione Capirsi Down.

## Carriera

### Giocatore

#### Inter e i vari prestiti
Cresciuto calcisticamente nella sua città natale, dapprima ne La Torre e poi nella Virtus Don Bosco, Orlandoni iniziò la sua avventura agonistica nell'Inter nella stagione 1990-1991, non trovando spazio e non collezionando alcuna presenza. Venne quindi dato in prestito a vari club di Serie B e Serie C1 fino al 1998. Nel campionato di Serie B 1998-1999 finì alla Reggina, dove giocò da titolare contribuendo alla loro prima promozione in Serie A.

#### Reggina e Bologna
Con la Reggina esordì in Serie A alla prima giornata a Torino contro la Juventus (1-1) e restò in amaranto fino al mese di gennaio, quando fu ceduto in prestito al Bologna, dove venne impiegato come secondo portiere. A fine campionato ritornò alla Reggina, che lo cedette nuovamente in prestito, questa volta alla Lazio.

#### Lazio e Piacenza
A Roma ricoprì il ruolo di terzo portiere dietro Peruzzi e Marchegiani, scendendo in campo in una sola occasione, al posto dell'espulso Peruzzi. L'anno dopo venne ceduto al Piacenza per fare da secondo a Matteo Guardalben. Nella compagine emiliana restò fino al 2004-2005, disputando due stagioni di Serie A e due di Serie B; nell'ultimo anno, complice la cessione di Guardalben al Palermo, divenne titolare.

#### Ritorno all’Inter
A fine stagione, alla scadenza del contratto, ritornò all'Inter, dove divenne il terzo portiere della squadra nerazzurra, dietro al titolare Júlio César ed ai secondi Francesco Toldo prima e Luca Castellazzi poi. Esordì con la maglia dell'Inter il 14 maggio 2006 in Cagliari-Inter (2-2).
Nella stagione 2010-2011 ha giocato la sua prima partita di Champions League contro il Werder Brema all'età di 38 anni compiuti. Con l'Inter, giocando da terzo portiere, ha vinto cinque scudetti (disputando un totale di 4 partite di campionato), tre Coppe Italia, quattro Supercoppe italiane, una Champions League ed un Mondiale per club.
Il 29 giugno 2011 rinnova per un'altra stagione con l'Inter, fino al 30 giugno 2012. Dopo aver salutato il pubblico di San Siro al termine del derby del 6 maggio 2012, vinto per 4-2 dall'Inter, si ritira ufficialmente dal calcio professionistico, decidendo di non rinnovare il contratto in scadenza con la società nerazzurra.

### Allenatore

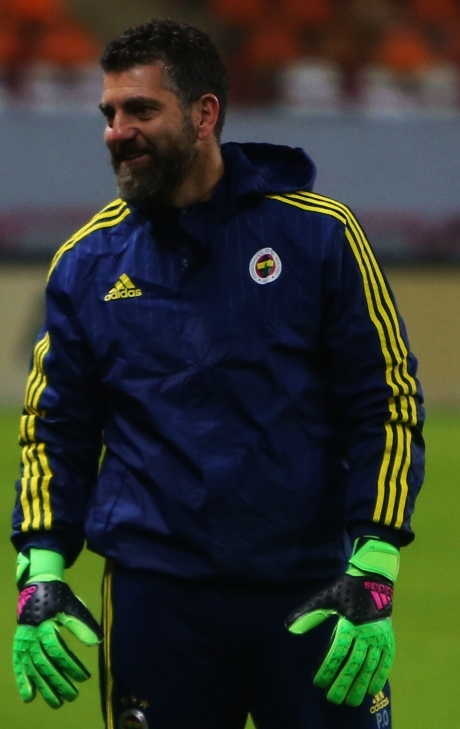
Orlandoni al nel 2016 come preparatore dei portieri.

Chiusa la carriera sul campo, diventa subito allenatore dei portieri della Primavera dell'Inter a partire dal 6 luglio 2012.
Il 25 giugno 2015 diventa allenatore dei portieri della prima squadra del Fenerbahçe lasciando l'Inter dopo 10 anni. Il 26 giugno 2017 diventa allenatore dei portieri della prima squadra del Nantes, allenata da Claudio Ranieri. Il 14 novembre 2018 segue Ranieri, sempre con il ruolo di preparatore dei portieri, nella nuova esperienza al Fulham.
L'11 luglio 2019 torna all'Inter in qualità di preparatore dei portieri della formazione Primavera e responsabile dei preparatori dei portieri di tutto il settore giovanile e femminile.
Il 10 agosto 2020 entra a far parte dello staff di Eusebio Di Francesco come preparatore dei portieri del Cagliari.
L'8 luglio 2021, con l'arrivo di Alessio Dionisi sulla panchina del Sassuolo, entra a far parte dello staff in qualità di allenatore dei portieri.
Nel giugno 2025 torna all’Inter nello staff di Cristian Chivu, suo ex compagno di squadra.

## Statistiche

### Presenze e reti nei club
| Stagione        | Squadra         | Campionato      | Campionato | Campionato | Coppe nazionali | Coppe nazionali | Coppe nazionali | Coppe continentali | Coppe continentali | Coppe continentali | Altre coppe | Altre coppe | Altre coppe | Totale | Totale |
| Stagione        | Squadra         | Comp            | Pres       | Reti       | Comp            | Pres            | Reti            | Comp               | Pres               | Reti               | Comp        | Pres        | Reti        | Pres   | Reti   |
| --------------- | --------------- | --------------- | ---------- | ---------- | --------------- | --------------- | --------------- | ------------------ | ------------------ | ------------------ | ----------- | ----------- | ----------- | ------ | ------ |
| 1990-1991       | Inter           | A               | 0          | 0          | CI              | 0               | 0               | CU                 | 0                  | 0                  | -           | -           | -           | 0      | 0      |
| 1991-1992       | Mantova         | C2              | 8          | -8         | CI-C            | ?               | ?               | -                  | -                  | -                  | -           | -           | -           | 8+     | -8+    |
| 1992-1993       | Leffe           | C1              | 8          | -6         | CI-C            | ?               | ?               | -                  | -                  | -                  | -           | -           | -           | 8+     | -6+    |
| 1993-1994       | Casarano        | C1              | 22         | -22        | CI-C            | ?               | ?               | -                  | -                  | -                  | -           | -           | -           | 22+    | -22+   |
| lug.-set. 1994  | Casarano        | C1              | 1          | -1         | CI-C            | ?               | ?               | -                  | -                  | -                  | -           | -           | -           | 1+     | -1+    |
| Totale Casarano | Totale Casarano | Totale Casarano | 23         | -23        |                 | ?               | ?               |                    | -                  | -                  |             | -           | -           | 23+    | -23+   |
| 1994-1995       | Pro Sesto       | C1              | 25         | -33        | CI-C            | -               | -               | -                  | -                  | -                  | -           | -           | -           | 25     | -33    |
| 1995-1996       | Ancona          | B               | 14         | -20        | CI              | 0               | 0               | -                  | -                  | -                  | -           | -           | -           | 14     | -20    |
| 1996-1997       | Foggia          | B               | 1          | -1         | CI              | 0               | 0               | -                  | -                  | -                  | -           | -           | -           | 1      | -1     |
| 1997-1998       | Acireale        | C1              | 28         | -12        | CI-C            | ?               | ?               | -                  | -                  | -                  | -           | -           | -           | 28+    | -12+   |
| 1998-1999       | Reggina         | B               | 34         | -31        | CI              | 1               | -1              | -                  | -                  | -                  | -           | -           | -           | 35     | -32    |
| 1999-gen. 2000  | Reggina         | A               | 13         | -21        | CI              | 4               | -4              | -                  | -                  | -                  | -           | -           | -           | 17     | -21+   |
| Totale Reggina  | Totale Reggina  | Totale Reggina  | 47         | -52        |                 | 5               | -5              |                    | -                  | -                  |             | -           | -           | 52     | -57    |
| gen.-giu. 2000  | Bologna         | A               | 3          | 0          | CI              | 0               | 0               | CU                 | 0                  | 0                  | -           | -           | -           | 3      | 0      |
| 2000-2001       | Lazio           | A               | 1          | 0          | CI              | 0               | 0               | UCL                | 0                  | 0                  | SI          | 0           | 0           | 1      | 0      |
| 2001-2002       | Piacenza        | A               | 13         | -17        | CI              | 4               | -5              | -                  | -                  | -                  | -           | -           | -           | 17     | -22    |
| 2002-2003       | Piacenza        | A               | 12         | -24        | CI              | 3               | -1              | -                  | -                  | -                  | -           | -           | -           | 15     | -25    |
| 2003-2004       | Piacenza        | B               | 12         | -16        | CI              | 0               | 0               | -                  | -                  | -                  | -           | -           | -           | 12     | -16    |
| 2004-2005       | Piacenza        | B               | 27         | -28        | CI              | 3               | 0               | -                  | -                  | -                  | -           | -           | -           | 30     | -28    |
| Totale Piacenza | Totale Piacenza | Totale Piacenza | 64         | -85        |                 | 10              | -6              |                    | -                  | -                  |             | -           | -           | 74     | -91    |
| 2005-2006       | Inter           | A               | 1          | -2         | CI              | 0               | 0               | UCL                | 0                  | 0                  | SI          | 0           | 0           | 1      | -2     |
| 2006-2007       | Inter           | A               | 0          | 0          | CI              | 0               | 0               | UCL                | 0                  | 0                  | SI          | 0           | 0           | 0      | 0      |
| 2007-2008       | Inter           | A               | 2          | -1         | CI              | 1               | -1              | UCL                | 0                  | 0                  | SI          | 0           | 0           | 3      | -2     |
| 2008-2009       | Inter           | A               | 1          | 0          | CI              | 0               | 0               | UCL                | 0                  | 0                  | SI          | 0           | 0           | 1      | 0      |
| 2009-2010       | Inter           | A               | 0          | 0          | CI              | 0               | 0               | UCL                | 0                  | 0                  | SI          | 0           | 0           | 0      | 0      |
| 2010-2011       | Inter           | A               | 0          | 0          | CI              | 0               | 0               | UCL                | 1                  | -3                 | SI+SU+Cmc   | 0           | 0           | 1      | -3     |
| 2011-2012       | Inter           | A               | 0          | 0          | CI              | 0               | 0               | UCL                | 0                  | 0                  | SI          | 0           | 0           | 0      | 0      |
| Totale Inter    | Totale Inter    | Totale Inter    | 4          | -3         |                 | 1               | -1              |                    | 1                  | -3                 |             | 0           | 0           | 6      | -7     |
| Totale carriera | Totale carriera | Totale carriera | 226        | -243       |                 | 16+             | -13             |                    | 1                  | -3                 |             | 0           | 0           | 243+   | -258   |

## Palmarès

### Giocatore

#### Club

##### Competizioni giovanili
- Campionato Allievi Nazionali: 1

Inter: 1986-1987
- Campionato Primavera: 1

Inter: 1988-1989
- Campionato nazionale Dante Berretti: 1

Leffe: 1992-1993

##### Competizioni nazionali
- Supercoppa italiana: 5

Lazio: 2000
Inter: 2005, 2006, 2008, 2010
- Coppa Italia: 3

Inter: 2005-2006, 2009-2010, 2010-2011
- Campionato italiano: 5

Inter: 2005-2006, 2006-2007, 2007-2008, 2008-2009, 2009-2010

##### Competizioni internazionali
- Coppa UEFA: 1

Inter: 1990-1991
- Coppa del mondo per club: 1

Inter: 2010
- UEFA Champions League: 1

Inter: 2009-2010